# Morbidelli
Morbidelli fue una empresa italiana constructora de motocicletas fundada por Giancarlo Morbidelli en Pésaro, cuyas motocicletas de competición de 125 cc obtuvieron muchos éxitos en el Campeonato del Mundo de Motociclismo entre 1975 y 1980.
Hoy en día, la antigua fábrica Morbidelli, aloja en Pésaro un museo de motos clásicas que recuerda a los visitantes la antigua gloria de la empresa. En este museo se pueden encontrar la gran mayoría de motos que le dieron el éxito, así como otras motos clásicas de diversas marcas.